# Черч Хил (Пенсилванија)
Черч Хил (енгл. Church Hill) насељено је место без административног статуса у америчкој савезној држави Пенсилванија.

## Демографија
По попису из 2010. године број становника је 1.627.
| Група             | 2000.    | 2010.         |
| Белци             | 0 (0,0%) | 1.595 (98,0%) |
| Афроамериканци    | 0 (0,0%) | 3 (0,2%)      |
| Азијати           | 0 (0,0%) | 11 (0,7%)     |
| Хиспаноамериканци | 0 (0,0%) | 9 (0,6%)      |
| Укупно            | 0        | 1.627         |